# إبراهيم بيتون
إبراهيم بيتون (بالعبرية: אברהם ביטון‏) هو سياسي إسرائيلي، ولد في 21 فبراير 1923 في إسرائيل، وتوفي بنفس المكان في 18 فبراير 2005. حزبياً، نشط في معراخ. وقد انتخب عضو الكنيست ‏ (22 نوفمبر 1965 – 17 نوفمبر 1969).